# Liste von Bergen in Indonesien
Diese Liste zeigt der Höhe nach geordnet die höchsten Berge Indonesiens. Aufgrund der ungenauen Dokumentationen zu Bergen, insbesondere in der Provinz Papua, erhebt die Liste keinen Anspruch auf Vollständigkeit.
| Gipfel                           | Höhe    | Gebirge/Massiv     | Provinz                | Anmerkungen                                                      |
| -------------------------------- | ------- | ------------------ | ---------------------- | ---------------------------------------------------------------- |
| Puncak Jaya (Carstensz-Pyramide) | 4.884 m | Sudirman-Gebirge   | Papua                  | Teil der Seven Summits; Nebengipfel Ngga Pulu und Carstensz East |
| Sumantri                         | 4.870 m | Sudirman-Gebirge   | Papua                  | Teil der Seven Second Summits                                    |
| Puncak Mandala                   | 4.700 m | Jayawijaya-Gebirge | Papua                  |                                                                  |
| Puncak Trikora                   | 4.750 m | Jayawijaya-Gebirge | Papua                  |                                                                  |
| Ngga Piimsit                     | 4.717 m |                    | Papua                  |                                                                  |
| Yamin                            | 4.540 m | Jayawijaya-Gebirge | Papua                  |                                                                  |
| Kerinci                          | 3.805 m | Barisangebirge     | Sumatra Barat          | höchster aktiver Vulkan Indonesiens (letzter Ausbruch 2016)      |
| Rinjani                          | 3.726 m |                    | Nusa Tenggara Barat    | aktiver Vulkan (2018)                                            |
| Semeru                           | 3.676 m | Tenggermassiv      | Java Timur             | aktiver Vulkan, bis heute andauernde Eruptionsphase              |
| Rantemario                       | 3.478 m | Latimojong         | Sulawesi Selatan       |                                                                  |
| Rantekombola                     | 3.455 m | Latimojong         | Sulawesi Selatan       |                                                                  |
| Slamet                           | 3.432 m |                    | Java Tengah            | Vulkan (2009)                                                    |
| Sumbing                          | 3.371 m |                    | Java Tengah            | Vulkan (1730)                                                    |
| Raung                            | 3.332 m |                    | Java Timur             | Vulkan (2015)                                                    |
| Lawu                             | 3.265 m |                    | Jawa Timur/Tengah      |                                                                  |
| Dempo                            | 3.173 m | Barisangebirge     | Sumatra Selatan        | Vulkan                                                           |
| Sundoro                          | 3.151 m |                    | Java Tengah            | Vulkan (1971)                                                    |
| Merbabu                          | 3.145 m |                    | Java Tengah            | Vulkan (1797)                                                    |
| Agung                            | 3.142 m |                    | Bali                   | Vulkan                                                           |
| Cereme                           | 3.078 m |                    | Java Barat             | Vulkan (1951)                                                    |
| Binaiya                          | 3.027 m |                    | Maluku                 |                                                                  |
| Gede                             | 2.958 m |                    | Java Barat             | Vulkan (1957)                                                    |
| Merapi                           | 2.911 m |                    | Java Tengah/Yogyakarta | aktivester Vulkan Indonesiens (2020)                             |
| Talang                           | 2.896 m |                    | Sumatra Barat          | aktiver Vulkan (2007)                                            |
| Lompobatang                      | 2.874 m |                    | Sulawesi Selatan       |                                                                  |
| Tambora                          | 2.850 m |                    | Nusa Tenggara Barat    | Vulkan                                                           |
| Peuet Sague                      | 2.780 m |                    | Aceh                   | Vulkan                                                           |
| Gunung Tujuh                     | 2.732 m |                    | Jambi                  | Vulkan                                                           |
| Papandayan                       | 2.665 m |                    | Java Barat             | Vulkan (2002)                                                    |
| Prahu                            | 2.565 m | Dieng-Plateau      | Java Tengah            | Vulkan                                                           |
| Mutis                            | 2.427 m |                    | Nusa Tenggara Timur    |                                                                  |
| Ijen                             | 2.386 m | Ijen-Komplex       | Java Timur             | Vulkan (1999), bekannt für seine blauen Flammen                  |
| Poco Mandasawu                   | 2.370 m |                    | Nusa Tenggara Timur    |                                                                  |
| Bromo                            | 2.329 m | Tenggermassiv      | Java Timur             | Vulkan                                                           |
| Salak                            | 2.211 m |                    | Java Barat             | Vulkan (1938)                                                    |
| Galunggung                       | 2.168 m |                    | Java Barat             | Vulkan (1984)                                                    |
| Sesean                           | 2.150 m |                    | Sulawesi Selatan       |                                                                  |
| Tangkuban Perahu                 | 2.084 m |                    | Java Barat             | Vulkan (2019)                                                    |
| Gunung Klabat                    | 1.995 m |                    | Sulawesi Utara         | Vulkan                                                           |
| Kaba                             | 1.952 m | Hitam-Gebirge      | Bengkulu               | aktiver Vulkan (2000)                                            |
| Karangetang                      | 1.778 m |                    | Sulawesi Utara         | Vulkan                                                           |
| Kelut                            | 1.731 m |                    | Java Timur             | Vulkan (2014)                                                    |
| Batur                            | 1.717 m |                    | Bali                   | Vulkan                                                           |
| Gamalama                         | 1.715 m |                    | Maluku Utara           | Vulkan                                                           |
| Lewotobi                         | 1.703 m |                    | Nusa Tenggara Timur    | Vulkan                                                           |
| Egon                             | 1.703 m |                    | Nusa Tenggara Timur    | Vulkan                                                           |
| Iliboleng                        | 1.659 m |                    | Nusa Tenggara Timur    |                                                                  |
| Kelimutu                         | 1.639 m |                    | Nusa Tenggara Timur    | Vulkan                                                           |
| Gamkonora                        | 1.635 m |                    | Maluku Utara           | Vulkan                                                           |
| Lokon                            | 1.580 m |                    | Sulawesi Utara         | Vulkan                                                           |
| Lewotolo                         | 1.423 m |                    | Nusa Tenggara Timur    | Vulkan                                                           |
| Gunung Ibu                       | 1.325 m |                    | Maluku Utara           | Vulkan                                                           |
| Mahawu                           | 1.324 m |                    | Sulawesi Utara         | Vulkan                                                           |
| Leroboleng                       | 1.117 m |                    | Nusa Tenggara Timur    | Vulkan                                                           |
| Ilimuda                          | 1.100 m |                    | Nusa Tenggara Timur    | Vulkan                                                           |
| Dukono                           | 1.087 m |                    | Maluku Utara           | Vulkan                                                           |
| Krakatau                         | 813 m   |                    | Lampung                | Vulkan                                                           |